# Dąb Poganin
Dąb Poganin – pomnikowy dąb szypułkowy, rosnący w Węglówce, w województwie podkarpackim. To drugi najgrubszy (po Dębie Chrześcijaninie) dąb w województwie.

## Wiek i rozmiary
Poganin ma około 640 lat, zgodnie z badaniami dendrochronologicznymi, przeprowadzonymi przez dra Pacyniaka. Posiada potężny, regularnie walcowaty pień, o obwodzie 892 cm (w 2014) i 25,5 – 28 m wysokości (pomiary z 2009 i 2013 roku). Obwód tuż nad gruntem wynosi 1120 cm. Korona ma szerokość 20,5 x 18 m.
Poganin to jeden z najstarszych i największych dębów w Polsce.

## Stan zdrowotny
Pień posiada liczne ślady po wyłamanych konarach, a wewnątrz jest całkowicie wypróchniały (posiada ubytek kominowy), co wraz ze stosunkowo wąska koroną świadczy o tym, że dąb powoli zamiera. 

## Lokalizacja i otoczenie
Dąb rośnie na niewielkiej skarpie, tuż obok zabytkowej cerkwi Narodzenia Najświętszej Maryi Panny w Węglówce z 1898 roku, obecnie kościoła. Atrakcją tego miejsca jest grób admirała Nelsona Keitha, kierującego pracami poszukiwawczymi ropy naftowej w tym rejonie.